# 鳥取市立用瀬小学校
鳥取市立用瀬小学校（とっとりしりつ もちがせしょうがっこう）は、鳥取県鳥取市用瀬町にある公立小学校。

## 概要
用瀬中の周辺には、千代川がある。

## 沿革
- 1969年（昭和44年）4月1日 用瀬小学校、社小学校、興徳小学校を名目統合し、用瀬町立用瀬小学校を設立。用瀬校舎、社校舎、興徳校舎を設置。
- 1970年（昭和45年） 新校舎が完成し、実質統合。
- 1979年（昭和54年）3月31日 板井原分校、杉森分校を廃止。
- 1982年（昭和57年）3月31日 江波分校を廃止。
- 2004年（平成16年）11月1日 用瀬町が鳥取市に編入されたことに伴い、鳥取市立用瀬小学校と改称する。

## 通学区域
- 用瀬町赤波、用瀬町安蔵、用瀬町家奥、用瀬町江波、用瀬町金屋、用瀬町川中、用瀬町樟原、用瀬町鷹狩、用瀬町古用瀬、用瀬町別府、用瀬町美成、用瀬町宮原、用瀬町用瀬、用瀬町屋住

## 進学先中学校
- 鳥取市立千代南中学校